# HMS Ardent (1782)
El HMS Ardent fue un navío británico del siglo XVIII de 64 cañones nominales, botado en 1782 en Bursledon, Hampshire. El buque desapareció en 1794, presumiéndose destruido por un incendio tras una explosión.
Según el sistema de clasificación de la Royal Navy estaba considerado como navío de tercera categoría.

## Historial
El 21 de diciembre de 1782 se dio por completada la construcción del buque, no obstante tres días más tarde se inició el forrado en cobre del casco y un acondicionamiento que terminó el 27 de agosto de 1783.
En 1784 estaba comandado por el capitán Harry Harmood, sirviendo como barco de guardia en Portsmouth, situación que se prolongó hasta el 11 de marzo de 1786 en que finalizó su comisión. Nuevamente estuvo en servicio similar desde junio de 1786 al 11 de febrero de 1788.
En abril de 1788 se inició una gran reparación en Portsmouth, que se prolongó hasta agosto de 1790, incluyendo una renovación del armamento. En mayo de 1793 fue de nuevo acondicionado y puesto en servicio activo nuevamente el 23 de mayo de 1793.
En 1793 el buque se hallaba bajo el mando del capitán Robert Manners Sutton, navegando con el vicealmirante Samuel Hood en Tolón en agosto. Formó parte de una fuerza destacada al mando de Robert Linzee para participar en el ataque a Córcega de septiembre.

## Destino
En abril de 1794, el Ardent estaba estacionado frente al puerto de Villefranche-sur-Mer para vigilar dos fragatas francesas. Se presume que se incendió y explotó. El HMS Berwick encontró algunos restos mientras navegaba por el Golfo de Génova en el verano en que se sugirió un incendio y una explosión. Una parte del alcázar de Ardent con algunas cerraduras profundamente incrustadas se encontró flotando en el área, al igual que una red con astillas clavadas en una tabla. Nunca se encontró rastro alguno de su tripulación de 500 personas.